# Тасос
Та́сос (грец. Θάσος), застаріла назва Фазос — грецький острів в Егейському морі, відділений від материка протокою Тасос шириною близько 6 км; територія Греції.

## Географія
Острів має округлу форму з поперечником 25 км та площею 380 км². Висота поверхні сягає 1 203 м.
Складений гнейсами, гранітами, сланцями. Родовища залізних і поліметалевих руд. Ломка мармуру. Поблизу Тасоса на шельфі — родовище природного газу.
Рослинність представлена середземноморськими чагарниками, хвойними лісами. Виноградники, оливкові гаї. Рибальство.
Найбільший населений пункт — Ліменас Тасу, поблизу якого руїни античного міста Тасос. Збереглися залишки міського муру, святилищ, ринкової площі.

## Історія
Ще у 13 столітті до н. е. на Тасосі оселилися фінікійці, що почали тут розробку золотих рудників. Наприкінці 8 ст. до н. е. іонійські греки надіслали сюди колонію з острова Парос. Колоністам вдалося заволодіти значною частиною фракійського берега, і острів незабаром досяг багатства й могутності.
Важкий час довелося пережити Тасосу у греко-перські війни. У 464 до н. е. жителі острова, які приєдналися до Делосскому союзу, відпали від афінян. У 462 до н. е. після довгої облоги Кімон взяв головне місто острова — Тасос (тепер залишилися лише його руїни на північному березі, на місці нинішньої пристані Лімена) і змусив його знову підкоритися Афінам.
Пізніше острів перебував то під владою Спарти, то під владою Афін. У римський час він дуже довго, навіть на початку імператорського періоду, зберігав свою незалежність, хоча й зараховувся до македонської провінції, проте як вільне місто.
З 1462 р. острів Тасос належав туркам, а пізніше перейшов у приватну власність єгипетського віце-короля. До складу незалежної Греції острів увійшов лише 1912 р. У 1941—1944 роках острів контролювався фашистською Болгарією. Остаточно став частиною Греції в 1945 році.

## Відомі мешканці
- Теаген (V ст. до н.е.) — дворазовий переможець античних Олімпійських ігор